# 캐스팅 콜
《캐스팅 콜》은 MBC M, MBC Drama에서 2018년에 방송된 뮤지컬 스타 오디션이다. 최종우승한 남녀 각 1인은 2018년 5월 '바람과 함께 사라지다'에 출연하게 된다.

## 최종 결과
| 순위 | 레트 역 | 스칼렛 역 |
| ---- | ------- | --------- |
| 1위  | 백승렬  | 최지이    |
| 2위  | 임별    | 김수연    |
| 3위  | 배명진  | 이하린    |

- Top14: 길나율, 김원주, 김주왕, 박상우, 성유빈, 이승훈, 이찬동, 조준휘
- Top20: 김미미, 아미, 이아름솔, 이유진, 전하영, 정순원
- Top40: 고은하, 김지원, 박라헬, 이윤우, 이정민, 정리아나밥, 최수정, 해빈, 홍경아, 황인선, 구자명, 김상정, 김율호, 김홍기, 려운, 신현묵, 유희재, 임세찬, 조형준, 프랭키